# Kohistan, Kapisa
Kohistan var ett distrikt i Afghanistan, i provinsen Kapisa, i den nordöstra delen av landet, 70 kilometer norr om huvudstaden Kabul.
Distriktet har delats upp i två separata distrikt: Hisa-ye Awal-e Kohistan och Hisa-ye Duwum-e Kohistan.